# Kress Elektrowerkzeuge
KRESS-elektrik GmbH & Co. KG — была немецкая компания, разрабатывающая и производящая пневмоинструменты и электроинструменты: шуруповёрты, дрели, перфораторы, электролобзики, болгарки, штроборезы и другие под торговыми марками «Kress» и, с 2005 года — «Prokressiv».
Производство инструмента под торговой маркой «Kress» осуществляется на заводах в Германии.
В 2013 году KRESS-elektrik GmbH & Со. KG приобретена компанией Krug & Priester GmbH & Со. KG, расположенной в городе Балинген, Германия, специализирующейся в производстве и продажах уничтожителей бумаги и машин для резки бумаги.

## История
Компания расположена в городе Бизинген (земля Баден-Вюртемберг). Основана в 1928 году в городке Лустнау (нем. Lustnau), ныне входящем в состав университетского города Тюбингена. Первоначально это была небольшая мастерская, специализировавшаяся на установке и обслуживании автомобильной электроники. Стартовый капитал компании составлял всего 100 марок. В 1929 году компания начинает выпускать небольшие электромоторы постоянного и переменного тока.
В 1930-е годы компания увеличивает выпуск электромоторов, для чего приобретается и устанавливается новое автоматизированное оборудование.
С 1945 года компания специализируется исключительно на производстве электродвигателей. В 1952 году в компании работают уже 75 работников, на заводе в Тюбингене-Лустнау они производят двигатели для стиральных машин и центрифуг для отжима белья. В это время компания отходит от выпуска кустарных изделий и начинает производить серийные изделия в промышленных масштабах.

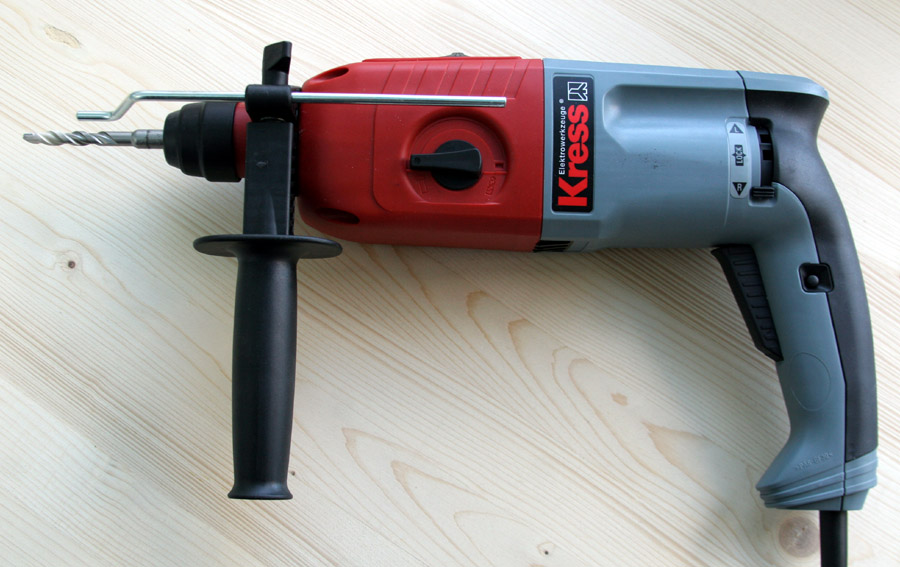
Строительный перфоратор фирмы Kress. Модель 650 PE.

В 1960 году компания открыла второй свой завод в городе Бизинген, на этом заводе осваивается выпуск новых видов продукции. К линейке электромоторов прибавились моторы для привода топливных насосов, моторы для кофемолок.
В 1964 году компания выпустила первый инструмент под маркой Kress. Это было многофункциональное устройство «Комбилектрик» с помощью которого можно было сверлить деталь, вращать её (в том числе и в токарном станке), строгать, пилить, шлифовать. Затем, в том же 1964 году, была выпущена первая электродрель Kress. В 1969 году компания выводит на рынок уже целую линейку электроинструментов с помощью которых можно было сверлить, пилить и шлифовать.
В 1975 году фирма стала комплектовать свои инструменты быстрозажимным патроном «х-mal-click». К 1978 году фирма насчитывала уже 230 работников, в год выпускалось 400 тысяч инструментов. В 1979 году у фирмы появляется филиал в Швейцарском городе Ваттвиль.
В 1988 году фирма выпускает комбинированную циркулярную и цепную электропилу.
В 1995 году на рынок выпущена аккумуляторная многофункциональная пила.
В 1996 году фирма выпустила на рынок перфоратор с функцией отбойного молотка.
С 1997 года фирма всю выпускаемую продукцию поделила на две линейки: профессиональную и полупрофессиональную. Инструменты в серо-синей гамме предназначены для полупрофессионального использования, инструменты с серо-красной гамме предназначены для профессионалов и для использования в промышленности
В 2003 году фирма насчитывала 300 работников, в год выпускалось более 700 тысяч инструментов.
Инструменты Kress создаются модульной конструкции, что ускоряет и облегчает процесс сервисного обслуживания.
В 2001 году было открыто торговое представительство компании Kress во Франции, а в 2002 году — в России (Москва).
2005 — начало выпуска электроинструмента и техники для дома и сада бытового назначения под торговой маркой «Prokressiv».
С 2007 года весь выпускаемый фирмой инструмент имеет общую гарантию в 2 года и 10 лет в некоторых странах Евросоюза, при условии регистрации инструмента на сайте фирмы и ежегодного периодического обслуживания в сети гарантийных мастерских производителя. Десятилетняя гарантия Kress по сути основана на системе планово-предупредительного ремонта.
В 2013 году KRESS-elektrik GmbH & Со. KG приобретена компанией Krug & Priester GmbH & Со. KG, расположенной в городе Балинген, Германия.
В 2017 году руководство компании объявило о предстоящем конце производства, т.к. не смогла выполнить план банкротства. Фирменный знак был продан азиатской фирме Positec (Worx).